# طواف نيوشبلاد للسيدات 2019
طواف نيوشبلاد للسيدات 2019 (بالفرنسية: Circuit Het Nieuwsblad féminin 2019)‏ هو سباق دراجات هوائية، وهو الموسم رقم 14 من السباق، وأقيم في 2 مارس 2019، وامتدّ لمسافة 122.9 كيلومتر، وهو أحد سباقات سباق الدراجات على الطريق للنساء 2019، وهو من نوع 1.2، وقد شارك في السباق 142 متسابقاً ووصل إلى نهايته 91 متسابقاً.
فاز فيه بالمركز الأول شانتال بلاك، وبالمركز الثاني مارتا باستيانيلي، وبالمركز الثالث Jip van den Bos ‏.

## الفرق
| فرق سيدات محترفة (19)- يو أي أيه تيم ‏ - بيبينك 2019 ‏ - Équipe Paule Ka ‏ - إس دي وركس ‏ - BTC City Ljubljana ‏ - كانيون إس آر إيه إم راسينغ 2019 ‏ - ليف ريسينغ ‏ - دولتشيني فان إيك سبورت 2019 ‏ - FDJ–Suez ‏ - Health Mate–Cyclelive Team ‏ - هايتك بوردكتس-بيرك سبورت 2019 ‏ - لوتو سودال للسيدات 2019 ‏ - Liv AlUla Jayco ‏ - موفيستار للسيدات ‏ - باركهوتل فالكنبورغ 2019 ‏ - فريق سنويب للسيدات 2019 ‏ - Lidl–Trek (women's team) ‏ - فالكار سيلانس 2019 ‏ - Team Virtu Cycling Women ‏ فرق دراجات هواة سيدات (4)- Isorex‏ - Keukens Redant ‏ - أوتوجلاس ويترين ‏ - إن إكس تي جي ريسينغ ‏ فريق نادي الدراجات- دبليو سي سي تيم 2019 ‏ |  |
| |  |

## التصنيف العام النهائي
| \| التصنيف العام \| التصنيف العام \| التصنيف العام \| التصنيف العام \| التصنيف العام \| \| المتسابقة \| المتسابقة \| الفريق \| الوقت \| \| \| ------------- \| ---------------------------- \| ------------------------------------- \| ------------- \| ------------- \| \| 1 \| Chantal Blaak \| إس دي وركس [الإنجليزية]‏ \| 3 س 20 د 58 ث \| \| \| 2 \| مارتا باستيانيلي \| Team Virtu Cycling Women [الإنجليزية]‏ \| + 1 د 09 ث \| \| \| 3 \| Jip van den Bos [الإنجليزية]‏ \| إس دي وركس [الإنجليزية]‏ \| + 1 د 09 ث \| \| \| 4 \| أنيميك فان فليوتن \| Liv AlUla Jayco [الإنجليزية]‏ \| + 1 د 09 ث \| \| \| 5 \| الكسيس ريان \| كانيون–إس آر إيه إم [الإنجليزية]‏ \| + 1 د 09 ث \| \| \| 6 \| Jeanne Korevaar [الإنجليزية]‏ \| ليف ريسينغ [الإنجليزية]‏ \| + 1 د 09 ث \| \| \| 7 \| أود بيانيك \| موفيستار للسيدات [الإنجليزية]‏ \| + 1 د 09 ث \| \| \| 8 \| صوفي دي فوست \| باركهوتل فالكنبورغ [الإنجليزية]‏ \| + 1 د 09 ث \| \| \| 9 \| كريستينا سيجارد \| Team Virtu Cycling Women [الإنجليزية]‏ \| + 1 د 09 ث \| \| \| 10 \| فلورتجي ماكايج \| فريق سنويب للسيدات [الإنجليزية]‏ \| + 1 د 09 ث \| \| |                   |                           |               |  |
| |                   |                           |               |  |
| مصدر: ProCyclingStats |                   |                           |               |  |
| التصنيف العام |                   |                           |               |  |
| المتسابقة | المتسابقة         | الفريق                    | الوقت         |  |
| 1 | Chantal Blaak     | إس دي وركس ‏               | 3 س 20 د 58 ث |  |
| 2 | مارتا باستيانيلي  | Team Virtu Cycling Women ‏ | + 1 د 09 ث    |  |
| 3 | Jip van den Bos ‏  | إس دي وركس ‏               | + 1 د 09 ث    |  |
| 4 | أنيميك فان فليوتن | Liv AlUla Jayco ‏          | + 1 د 09 ث    |  |
| 5 | الكسيس ريان       | كانيون–إس آر إيه إم ‏      | + 1 د 09 ث    |  |
| 6 | Jeanne Korevaar ‏  | ليف ريسينغ ‏               | + 1 د 09 ث    |  |
| 7 | أود بيانيك        | موفيستار للسيدات ‏         | + 1 د 09 ث    |  |
| 8 | صوفي دي فوست      | باركهوتل فالكنبورغ ‏       | + 1 د 09 ث    |  |
| 9 | كريستينا سيجارد   | Team Virtu Cycling Women ‏ | + 1 د 09 ث    |  |
| 10 | فلورتجي ماكايج    | فريق سنويب للسيدات ‏       | + 1 د 09 ث    |  |

## المشاركون
| Team Virtu Cycling Women ‏ TVC | Team Virtu Cycling Women ‏ TVC | Team Virtu Cycling Women ‏ TVC |
| ----------------------------- | ----------------------------- | ----------------------------- |
| م                             | عداء                          | مرتبة                         |
| 1                             | كريستينا سيجارد               | 9                             |
| 2                             | باربرا جوارشي                 | 43                            |
| 3                             | أنوسكا كوستر                  | 16                            |
| 4                             | مارتا باستيانيلي (طريق)       | 2                             |
| 5                             | ميكي كروجر                    | 73                            |
| 6                             | إميلي موبيرج                  | 72                            |

| لوتو بيليسول للسيدات ‏ LSL | لوتو بيليسول للسيدات ‏ LSL | لوتو بيليسول للسيدات ‏ LSL |
| ------------------------- | ------------------------- | ------------------------- |
| م                         | عداء                      | مرتبة                     |
| 11                        | Alana Castrique ‏          | 53                        |
| 12                        | Danique Braam ‏            | 52                        |
| 13                        | Dani Christmas ‏           | 31                        |
| 14                        | Nguyễn Thị Thật ‏          | لم يكمل السباق            |
| 15                        | Puck Moonen ‏              | لم يكمل السباق            |
| 16                        | Julie Van de Velde ‏       | لم يبدأ                   |

| دولتشيني فان إيك بروكسيموس ‏ DVE | دولتشيني فان إيك بروكسيموس ‏ DVE | دولتشيني فان إيك بروكسيموس ‏ DVE |
| ------------------------------- | ------------------------------- | ------------------------------- |
| م                               | عداء                            | مرتبة                           |
| 21                              | Saartje Vandenbroucke ‏          | 76                              |
| 22                              | Jesse Vandenbulcke ‏             | 49                              |
| 23                              | Bryony van Velzen ‏              | 35                              |
| 24                              | دانييلا ريس (طريق)              | 47                              |
| 25                              | Marion Sicot ‏                   | 71                              |
| 26                              | Séverine Eraud ‏                 | لم يكمل السباق                  |

| Health Mate–Cyclelive Team ‏ HMT | Health Mate–Cyclelive Team ‏ HMT | Health Mate–Cyclelive Team ‏ HMT |
| ------------------------------- | ------------------------------- | ------------------------------- |
| م                               | عداء                            | مرتبة                           |
| 31                              | Christina Schweinberger ‏        | 82                              |
| 32                              | Kathrin Schweinberger ‏          | 58                              |
| 33                              | Sara Mustonen (cyclist) ‏        | لم يكمل السباق                  |
| 34                              | Kylie Waterreus ‏                | لم يكمل السباق                  |
| 35                              | Laura Süßemilch ‏                | لم يكمل السباق                  |
| 36                              | Fien Delbaere ‏                  | 78                              |

| دبليو سي سي تيم 2019 ‏ WCC | دبليو سي سي تيم 2019 ‏ WCC | دبليو سي سي تيم 2019 ‏ WCC |
| ------------------------- | ------------------------- | ------------------------- |
| م                         | عداء                      | مرتبة                     |
| 41                        | Agua Marina Espínola ‏     | 70                        |
| 42                        | Teniel Campbell ‏          | 67                        |
| 43                        | Anastasiya Kolesava ‏      | 69                        |
| 44                        | أليس شارب                 | لم يكمل السباق            |
| 45                        | فرناندا يابورا            | لم يكمل السباق            |
| 46                        | مارلين رويسر              | 25                        |

| يو أي أيه تيم ‏ ALE | يو أي أيه تيم ‏ ALE   | يو أي أيه تيم ‏ ALE |
| ------------------ | -------------------- | ------------------ |
| م                  | عداء                 | مرتبة              |
| 51                 | كلو هوسكينغ          | 14                 |
| 52                 | ثريا بالادين         | 18                 |
| 53                 | Nadia Quagliotto ‏    | 87                 |
| 54                 | Eri Yonamine ‏ (طريق) | 30                 |
| 55                 | Diana Peñuela ‏       | 77                 |
| 56                 | رومي كاسبر           | 60                 |

| Équipe Paule Ka ‏ BIG | Équipe Paule Ka ‏ BIG     | Équipe Paule Ka ‏ BIG |
| -------------------- | ------------------------ | -------------------- |
| م                    | عداء                     | مرتبة                |
| 61                   | Elizabeth Banks          | 51                   |
| 63                   | ليا توماس                | 20                   |
| 64                   | Maria Vittoria Sperotto ‏ | 50                   |
| 65                   | Mikayla Harvey ‏          | 64                   |
| 66                   | Nicole Hanselmann ‏       | 74                   |

| بيبينك ‏ BPK | بيبينك ‏ BPK       | بيبينك ‏ BPK    |
| ----------- | ----------------- | -------------- |
| م           | عداء              | مرتبة          |
| 71          | Silvia Zanardi ‏   | لم يكمل السباق |
| 72          | Nicole Steigenga ‏ | 63             |
| 73          | تاتيانا جوديرزو   | 88             |
| 74          | Rachele Barbieri ‏ | لم يكمل السباق |
| 75          | Katia Ragusa ‏     | لم يكمل السباق |
| 76          | Chiara Perini ‏    | لم يكمل السباق |

| إس دي وركس ‏ DLT | إس دي وركس ‏ DLT           | إس دي وركس ‏ DLT |
| --------------- | ------------------------- | --------------- |
| م               | عداء                      | مرتبة           |
| 81              | Chantal Blaak (طريق)      | 1               |
| 82              | أنا فان دير بريغين (طريق) | 11              |
| 83              | Jip van den Bos ‏          | 3               |
| 84              | إيفا بورمان               | 75              |
| 85              | كريستين ماجروس (طريق)     | لم يكمل السباق  |
| 86              | سكاي شنايدر               | 90              |

| BTC City Ljubljana ‏ BTC | BTC City Ljubljana ‏ BTC | BTC City Ljubljana ‏ BTC |
| ----------------------- | ----------------------- | ----------------------- |
| م                       | عداء                    | مرتبة                   |
| 91                      | Urša Pintar ‏            | لم يكمل السباق          |
| 92                      | يوجينة بوجاك            | 19                      |
| 93                      | Maaike Boogaard ‏        | لم يكمل السباق          |
| 94                      | Anja Longyka ‏           | لم يكمل السباق          |
| 95                      | مونيك فان دي ري         | لم يكمل السباق          |
| 96                      | Urška Žigart ‏           | 84                      |

| كانيون–إس آر إيه إم ‏ CSR | كانيون–إس آر إيه إم ‏ CSR | كانيون–إس آر إيه إم ‏ CSR |
| ------------------------ | ------------------------ | ------------------------ |
| م                        | عداء                     | مرتبة                    |
| 101                      | Alice Barnes             | 46                       |
| 102                      | هانا بارنز               | 28                       |
| 103                      | إيلينا سيتشيني           | 12                       |
| 104                      | تيفاني كرومويل           | 34                       |
| 105                      | كاتارزينا نيفيادوما      | 17                       |
| 106                      | الكسيس ريان              | 5                        |

| ليف ريسينغ ‏ CCC | ليف ريسينغ ‏ CCC           | ليف ريسينغ ‏ CCC |
| --------------- | ------------------------- | --------------- |
| م               | عداء                      | مرتبة           |
| 111             | Agnieszka Skalniak-Sójka ‏ | 48              |
| 112             | Valerie Demey ‏            | 26              |
| 113             | ريجان ماركوس              | 29              |
| 114             | Evy Kuijpers ‏             | 59              |
| 115             | آشلي مولمان (طريق)        | 24              |
| 116             | Jeanne Korevaar ‏          | 6               |

| FDJ–Suez ‏ FDJ | FDJ–Suez ‏ FDJ      | FDJ–Suez ‏ FDJ  |
| ------------- | ------------------ | -------------- |
| م             | عداء               | مرتبة          |
| 121           | Charlotte Bravard ‏ | لم يكمل السباق |
| 122           | Maëlle Grossetête ‏ | لم يكمل السباق |
| 123           | لورين كيتشن        | لم يكمل السباق |
| 124           | Greta Richioud ‏    | لم يكمل السباق |
| 125           | Shara Gillow       | 27             |
| 126           | جادي فيل           | 68             |

| تيم كوب هايتك بوردكتس ‏ HPU | تيم كوب هايتك بوردكتس ‏ HPU | تيم كوب هايتك بوردكتس ‏ HPU |
| -------------------------- | -------------------------- | -------------------------- |
| م                          | عداء                       | مرتبة                      |
| 131                        | Chanella Stougje ‏          | لم يكمل السباق             |
| 132                        | Amalie Lutro ‏              | لم يكمل السباق             |
| 133                        | Vita Heine ‏ (طريق)         | 23                         |
| 134                        | لوسي جارنر                 | 66                         |
| 135                        | Ingrid Lorvik ‏             | لم يكمل السباق             |
| 136                        | Julie Meyer Solvang ‏       | 83                         |

| Liv AlUla Jayco ‏ MTS | Liv AlUla Jayco ‏ MTS | Liv AlUla Jayco ‏ MTS |
| -------------------- | -------------------- | -------------------- |
| م                    | عداء                 | مرتبة                |
| 141                  | سارة روي             | 13                   |
| 142                  | جورجيا وليامز        | 79                   |
| 143                  | جيسيكا ألين          | 56                   |
| 144                  | غراسي إلفن           | 61                   |
| 145                  | غريس براون           | 36                   |
| 146                  | أنيميك فان فليوتن    | 4                    |

| موفيستار للسيدات ‏ MOV | موفيستار للسيدات ‏ MOV    | موفيستار للسيدات ‏ MOV |
| --------------------- | ------------------------ | --------------------- |
| م                     | عداء                     | مرتبة                 |
| 151                   | أود بيانيك (طريق)        | 7                     |
| 152                   | روكسان فورنييه           | 32                    |
| 153                   | أليسيا غونزاليس بلانكو   | 85                    |
| 154                   | شيلا جوتيريز             | لم يكمل السباق        |
| 155                   | ماغورزاتا جاسيسكا (طريق) | 39                    |
| 156                   | غلوريا رودريغيز          | لم يكمل السباق        |

| باركهوتل فالكنبورغ ‏ PHV | باركهوتل فالكنبورغ ‏ PHV | باركهوتل فالكنبورغ ‏ PHV |
| ----------------------- | ----------------------- | ----------------------- |
| م                       | عداء                    | مرتبة                   |
| 161                     | آن صوفي دويك            | 62                      |
| 162                     | إستر فان فيين           | لم يكمل السباق          |
| 163                     | لورينا ويبيس            | لم يكمل السباق          |
| 164                     | روكسان كنيتيمان         | 40                      |
| 165                     | Meike Uiterwijk Winkel ‏ | لم يكمل السباق          |
| 166                     | صوفي دي فوست            | 8                       |

| فريق سنويب للسيدات ‏ SUN | فريق سنويب للسيدات ‏ SUN | فريق سنويب للسيدات ‏ SUN |
| ----------------------- | ----------------------- | ----------------------- |
| م                       | عداء                    | مرتبة                   |
| 171                     | لوسيندا براند           | 38                      |
| 172                     | يانيكي إنسينغ           | 22                      |
| 173                     | جولييت لابوس            | 44                      |
| 174                     | فلورتجي ماكايج          | 10                      |
| 175                     | ليا كيرشمان             | 45                      |
| 176                     | Julia Soek ‏             | 81                      |

| Lidl–Trek (women's team) ‏ TFS | Lidl–Trek (women's team) ‏ TFS | Lidl–Trek (women's team) ‏ TFS |
| ----------------------------- | ----------------------------- | ----------------------------- |
| م                             | عداء                          | مرتبة                         |
| 181                           | Audrey Cordon-Ragot           | 41                            |
| 182                           | Lotta Lepistö (طريق)          | 33                            |
| 183                           | إليسا ونغو بورغيني (طريق)     | 37                            |
| 184                           | Ellen van Dijk                | 21                            |
| 185                           | روث ويندر                     | 57                            |
| 186                           | تايلر وايلز                   | 42                            |

| فالكار سيلانس ‏ VAL | فالكار سيلانس ‏ VAL | فالكار سيلانس ‏ VAL |
| ------------------ | ------------------ | ------------------ |
| م                  | عداء               | مرتبة              |
| 191                | Alessia Vigilia ‏   | 89                 |
| 192                | كيارا كونسوني      | لم يكمل السباق     |
| 193                | Vittoria Guazzini ‏ | لم يكمل السباق     |
| 194                | Silvia Pollicini ‏  | لم يكمل السباق     |
| 195                | Silvia Persico ‏    | لم يكمل السباق     |
| 196                | Ilaria Sanguineti ‏ | 86                 |

| Isorex‏ ___ | Isorex‏ ___          | Isorex‏ ___     |
| ---------- | ------------------- | -------------- |
| م          | عداء                | مرتبة          |
| 201        | Femke Verstichelen ‏ | لم يكمل السباق |
| 202        | Crystal Lane-Wright‏ | لم يكمل السباق |
| 203        | Antonia Gröndahl ‏   | 80             |
| 204        | Marjolein Moreau‏    | لم يكمل السباق |
| 205        | Emily Meakin‏        | لم يكمل السباق |
| 206        | Camille Delestrait‏  | لم يكمل السباق |

| Keukens Redant ‏ ___ | Keukens Redant ‏ ___   | Keukens Redant ‏ ___ |
| ------------------- | --------------------- | ------------------- |
| م                   | عداء                  | مرتبة               |
| 211                 | Stine Borgli ‏         | 15                  |
| 212                 | Amber Lacompte‏        | لم يكمل السباق      |
| 213                 | Katie van Geyte‏       | لم يكمل السباق      |
| 214                 | Birgitte Ravndal‏      | 91                  |
| 215                 | Quinty van de Guchte ‏ | لم يكمل السباق      |
| 216                 | Lone Meertens ‏        | 65                  |

| أوتوجلاس ويترين ‏ ___ | أوتوجلاس ويترين ‏ ___      | أوتوجلاس ويترين ‏ ___ |
| -------------------- | ------------------------- | -------------------- |
| م                    | عداء                      | مرتبة                |
| 221                  | Marion Norbert-Riberolle ‏ | 54                   |
| 222                  | Chloë Turblin ‏            | لم يكمل السباق       |
| 223                  | Kim van den Steen‏         | لم يكمل السباق       |
| 224                  | لورين كريمر ‏              | لم يكمل السباق       |
| 225                  | Josefine Huitfeldt‏        | لم يكمل السباق       |
| 226                  | Aiko Uyttenhove‏           | لم يكمل السباق       |

| إن إكس تي جي ريسينغ ‏ ___ | إن إكس تي جي ريسينغ ‏ ___ | إن إكس تي جي ريسينغ ‏ ___ |
| ------------------------ | ------------------------ | ------------------------ |
| م                        | عداء                     | مرتبة                    |
| 231                      | Rozemarijn Ammerlaan ‏    | 55                       |
| 232                      | Nathalie Bex ‏            | لم يكمل السباق           |
| 233                      | Ingrit Verhoeff‏          | لم يكمل السباق           |
| 234                      | Cathalijne Hoolwerf ‏     | لم يكمل السباق           |
| 235                      | Eva Jonkers‏              | لم يكمل السباق           |
| 236                      | Britt Knaven ‏            | لم يكمل السباق           |

| Team Virtu Cycling Women ‏ TVC | Team Virtu Cycling Women ‏ TVC | Team Virtu Cycling Women ‏ TVC |
| ----------------------------- | ----------------------------- | ----------------------------- |
| م                             | عداء                          | مرتبة                         |
| 1                             | كريستينا سيجارد               | 9                             |
| 2                             | باربرا جوارشي                 | 43                            |
| 3                             | أنوسكا كوستر                  | 16                            |
| 4                             | مارتا باستيانيلي (طريق)       | 2                             |
| 5                             | ميكي كروجر                    | 73                            |
| 6                             | إميلي موبيرج                  | 72                            |

| لوتو بيليسول للسيدات ‏ LSL | لوتو بيليسول للسيدات ‏ LSL | لوتو بيليسول للسيدات ‏ LSL |
| ------------------------- | ------------------------- | ------------------------- |
| م                         | عداء                      | مرتبة                     |
| 11                        | Alana Castrique ‏          | 53                        |
| 12                        | Danique Braam ‏            | 52                        |
| 13                        | Dani Christmas ‏           | 31                        |
| 14                        | Nguyễn Thị Thật ‏          | لم يكمل السباق            |
| 15                        | Puck Moonen ‏              | لم يكمل السباق            |
| 16                        | Julie Van de Velde ‏       | لم يبدأ                   |

| دولتشيني فان إيك بروكسيموس ‏ DVE | دولتشيني فان إيك بروكسيموس ‏ DVE | دولتشيني فان إيك بروكسيموس ‏ DVE |
| ------------------------------- | ------------------------------- | ------------------------------- |
| م                               | عداء                            | مرتبة                           |
| 21                              | Saartje Vandenbroucke ‏          | 76                              |
| 22                              | Jesse Vandenbulcke ‏             | 49                              |
| 23                              | Bryony van Velzen ‏              | 35                              |
| 24                              | دانييلا ريس (طريق)              | 47                              |
| 25                              | Marion Sicot ‏                   | 71                              |
| 26                              | Séverine Eraud ‏                 | لم يكمل السباق                  |

| Health Mate–Cyclelive Team ‏ HMT | Health Mate–Cyclelive Team ‏ HMT | Health Mate–Cyclelive Team ‏ HMT |
| ------------------------------- | ------------------------------- | ------------------------------- |
| م                               | عداء                            | مرتبة                           |
| 31                              | Christina Schweinberger ‏        | 82                              |
| 32                              | Kathrin Schweinberger ‏          | 58                              |
| 33                              | Sara Mustonen (cyclist) ‏        | لم يكمل السباق                  |
| 34                              | Kylie Waterreus ‏                | لم يكمل السباق                  |
| 35                              | Laura Süßemilch ‏                | لم يكمل السباق                  |
| 36                              | Fien Delbaere ‏                  | 78                              |

| دبليو سي سي تيم 2019 ‏ WCC | دبليو سي سي تيم 2019 ‏ WCC | دبليو سي سي تيم 2019 ‏ WCC |
| ------------------------- | ------------------------- | ------------------------- |
| م                         | عداء                      | مرتبة                     |
| 41                        | Agua Marina Espínola ‏     | 70                        |
| 42                        | Teniel Campbell ‏          | 67                        |
| 43                        | Anastasiya Kolesava ‏      | 69                        |
| 44                        | أليس شارب                 | لم يكمل السباق            |
| 45                        | فرناندا يابورا            | لم يكمل السباق            |
| 46                        | مارلين رويسر              | 25                        |

| يو أي أيه تيم ‏ ALE | يو أي أيه تيم ‏ ALE   | يو أي أيه تيم ‏ ALE |
| ------------------ | -------------------- | ------------------ |
| م                  | عداء                 | مرتبة              |
| 51                 | كلو هوسكينغ          | 14                 |
| 52                 | ثريا بالادين         | 18                 |
| 53                 | Nadia Quagliotto ‏    | 87                 |
| 54                 | Eri Yonamine ‏ (طريق) | 30                 |
| 55                 | Diana Peñuela ‏       | 77                 |
| 56                 | رومي كاسبر           | 60                 |

| Équipe Paule Ka ‏ BIG | Équipe Paule Ka ‏ BIG     | Équipe Paule Ka ‏ BIG |
| -------------------- | ------------------------ | -------------------- |
| م                    | عداء                     | مرتبة                |
| 61                   | Elizabeth Banks          | 51                   |
| 63                   | ليا توماس                | 20                   |
| 64                   | Maria Vittoria Sperotto ‏ | 50                   |
| 65                   | Mikayla Harvey ‏          | 64                   |
| 66                   | Nicole Hanselmann ‏       | 74                   |

| بيبينك ‏ BPK | بيبينك ‏ BPK       | بيبينك ‏ BPK    |
| ----------- | ----------------- | -------------- |
| م           | عداء              | مرتبة          |
| 71          | Silvia Zanardi ‏   | لم يكمل السباق |
| 72          | Nicole Steigenga ‏ | 63             |
| 73          | تاتيانا جوديرزو   | 88             |
| 74          | Rachele Barbieri ‏ | لم يكمل السباق |
| 75          | Katia Ragusa ‏     | لم يكمل السباق |
| 76          | Chiara Perini ‏    | لم يكمل السباق |

| إس دي وركس ‏ DLT | إس دي وركس ‏ DLT           | إس دي وركس ‏ DLT |
| --------------- | ------------------------- | --------------- |
| م               | عداء                      | مرتبة           |
| 81              | Chantal Blaak (طريق)      | 1               |
| 82              | أنا فان دير بريغين (طريق) | 11              |
| 83              | Jip van den Bos ‏          | 3               |
| 84              | إيفا بورمان               | 75              |
| 85              | كريستين ماجروس (طريق)     | لم يكمل السباق  |
| 86              | سكاي شنايدر               | 90              |

| BTC City Ljubljana ‏ BTC | BTC City Ljubljana ‏ BTC | BTC City Ljubljana ‏ BTC |
| ----------------------- | ----------------------- | ----------------------- |
| م                       | عداء                    | مرتبة                   |
| 91                      | Urša Pintar ‏            | لم يكمل السباق          |
| 92                      | يوجينة بوجاك            | 19                      |
| 93                      | Maaike Boogaard ‏        | لم يكمل السباق          |
| 94                      | Anja Longyka ‏           | لم يكمل السباق          |
| 95                      | مونيك فان دي ري         | لم يكمل السباق          |
| 96                      | Urška Žigart ‏           | 84                      |

| كانيون–إس آر إيه إم ‏ CSR | كانيون–إس آر إيه إم ‏ CSR | كانيون–إس آر إيه إم ‏ CSR |
| ------------------------ | ------------------------ | ------------------------ |
| م                        | عداء                     | مرتبة                    |
| 101                      | Alice Barnes             | 46                       |
| 102                      | هانا بارنز               | 28                       |
| 103                      | إيلينا سيتشيني           | 12                       |
| 104                      | تيفاني كرومويل           | 34                       |
| 105                      | كاتارزينا نيفيادوما      | 17                       |
| 106                      | الكسيس ريان              | 5                        |

| ليف ريسينغ ‏ CCC | ليف ريسينغ ‏ CCC           | ليف ريسينغ ‏ CCC |
| --------------- | ------------------------- | --------------- |
| م               | عداء                      | مرتبة           |
| 111             | Agnieszka Skalniak-Sójka ‏ | 48              |
| 112             | Valerie Demey ‏            | 26              |
| 113             | ريجان ماركوس              | 29              |
| 114             | Evy Kuijpers ‏             | 59              |
| 115             | آشلي مولمان (طريق)        | 24              |
| 116             | Jeanne Korevaar ‏          | 6               |

| FDJ–Suez ‏ FDJ | FDJ–Suez ‏ FDJ      | FDJ–Suez ‏ FDJ  |
| ------------- | ------------------ | -------------- |
| م             | عداء               | مرتبة          |
| 121           | Charlotte Bravard ‏ | لم يكمل السباق |
| 122           | Maëlle Grossetête ‏ | لم يكمل السباق |
| 123           | لورين كيتشن        | لم يكمل السباق |
| 124           | Greta Richioud ‏    | لم يكمل السباق |
| 125           | Shara Gillow       | 27             |
| 126           | جادي فيل           | 68             |

| تيم كوب هايتك بوردكتس ‏ HPU | تيم كوب هايتك بوردكتس ‏ HPU | تيم كوب هايتك بوردكتس ‏ HPU |
| -------------------------- | -------------------------- | -------------------------- |
| م                          | عداء                       | مرتبة                      |
| 131                        | Chanella Stougje ‏          | لم يكمل السباق             |
| 132                        | Amalie Lutro ‏              | لم يكمل السباق             |
| 133                        | Vita Heine ‏ (طريق)         | 23                         |
| 134                        | لوسي جارنر                 | 66                         |
| 135                        | Ingrid Lorvik ‏             | لم يكمل السباق             |
| 136                        | Julie Meyer Solvang ‏       | 83                         |

| Liv AlUla Jayco ‏ MTS | Liv AlUla Jayco ‏ MTS | Liv AlUla Jayco ‏ MTS |
| -------------------- | -------------------- | -------------------- |
| م                    | عداء                 | مرتبة                |
| 141                  | سارة روي             | 13                   |
| 142                  | جورجيا وليامز        | 79                   |
| 143                  | جيسيكا ألين          | 56                   |
| 144                  | غراسي إلفن           | 61                   |
| 145                  | غريس براون           | 36                   |
| 146                  | أنيميك فان فليوتن    | 4                    |

| موفيستار للسيدات ‏ MOV | موفيستار للسيدات ‏ MOV    | موفيستار للسيدات ‏ MOV |
| --------------------- | ------------------------ | --------------------- |
| م                     | عداء                     | مرتبة                 |
| 151                   | أود بيانيك (طريق)        | 7                     |
| 152                   | روكسان فورنييه           | 32                    |
| 153                   | أليسيا غونزاليس بلانكو   | 85                    |
| 154                   | شيلا جوتيريز             | لم يكمل السباق        |
| 155                   | ماغورزاتا جاسيسكا (طريق) | 39                    |
| 156                   | غلوريا رودريغيز          | لم يكمل السباق        |

| باركهوتل فالكنبورغ ‏ PHV | باركهوتل فالكنبورغ ‏ PHV | باركهوتل فالكنبورغ ‏ PHV |
| ----------------------- | ----------------------- | ----------------------- |
| م                       | عداء                    | مرتبة                   |
| 161                     | آن صوفي دويك            | 62                      |
| 162                     | إستر فان فيين           | لم يكمل السباق          |
| 163                     | لورينا ويبيس            | لم يكمل السباق          |
| 164                     | روكسان كنيتيمان         | 40                      |
| 165                     | Meike Uiterwijk Winkel ‏ | لم يكمل السباق          |
| 166                     | صوفي دي فوست            | 8                       |

| فريق سنويب للسيدات ‏ SUN | فريق سنويب للسيدات ‏ SUN | فريق سنويب للسيدات ‏ SUN |
| ----------------------- | ----------------------- | ----------------------- |
| م                       | عداء                    | مرتبة                   |
| 171                     | لوسيندا براند           | 38                      |
| 172                     | يانيكي إنسينغ           | 22                      |
| 173                     | جولييت لابوس            | 44                      |
| 174                     | فلورتجي ماكايج          | 10                      |
| 175                     | ليا كيرشمان             | 45                      |
| 176                     | Julia Soek ‏             | 81                      |

| Lidl–Trek (women's team) ‏ TFS | Lidl–Trek (women's team) ‏ TFS | Lidl–Trek (women's team) ‏ TFS |
| ----------------------------- | ----------------------------- | ----------------------------- |
| م                             | عداء                          | مرتبة                         |
| 181                           | Audrey Cordon-Ragot           | 41                            |
| 182                           | Lotta Lepistö (طريق)          | 33                            |
| 183                           | إليسا ونغو بورغيني (طريق)     | 37                            |
| 184                           | Ellen van Dijk                | 21                            |
| 185                           | روث ويندر                     | 57                            |
| 186                           | تايلر وايلز                   | 42                            |

| فالكار سيلانس ‏ VAL | فالكار سيلانس ‏ VAL | فالكار سيلانس ‏ VAL |
| ------------------ | ------------------ | ------------------ |
| م                  | عداء               | مرتبة              |
| 191                | Alessia Vigilia ‏   | 89                 |
| 192                | كيارا كونسوني      | لم يكمل السباق     |
| 193                | Vittoria Guazzini ‏ | لم يكمل السباق     |
| 194                | Silvia Pollicini ‏  | لم يكمل السباق     |
| 195                | Silvia Persico ‏    | لم يكمل السباق     |
| 196                | Ilaria Sanguineti ‏ | 86                 |

| Isorex‏ ___ | Isorex‏ ___          | Isorex‏ ___     |
| ---------- | ------------------- | -------------- |
| م          | عداء                | مرتبة          |
| 201        | Femke Verstichelen ‏ | لم يكمل السباق |
| 202        | Crystal Lane-Wright‏ | لم يكمل السباق |
| 203        | Antonia Gröndahl ‏   | 80             |
| 204        | Marjolein Moreau‏    | لم يكمل السباق |
| 205        | Emily Meakin‏        | لم يكمل السباق |
| 206        | Camille Delestrait‏  | لم يكمل السباق |

| Keukens Redant ‏ ___ | Keukens Redant ‏ ___   | Keukens Redant ‏ ___ |
| ------------------- | --------------------- | ------------------- |
| م                   | عداء                  | مرتبة               |
| 211                 | Stine Borgli ‏         | 15                  |
| 212                 | Amber Lacompte‏        | لم يكمل السباق      |
| 213                 | Katie van Geyte‏       | لم يكمل السباق      |
| 214                 | Birgitte Ravndal‏      | 91                  |
| 215                 | Quinty van de Guchte ‏ | لم يكمل السباق      |
| 216                 | Lone Meertens ‏        | 65                  |

| أوتوجلاس ويترين ‏ ___ | أوتوجلاس ويترين ‏ ___      | أوتوجلاس ويترين ‏ ___ |
| -------------------- | ------------------------- | -------------------- |
| م                    | عداء                      | مرتبة                |
| 221                  | Marion Norbert-Riberolle ‏ | 54                   |
| 222                  | Chloë Turblin ‏            | لم يكمل السباق       |
| 223                  | Kim van den Steen‏         | لم يكمل السباق       |
| 224                  | لورين كريمر ‏              | لم يكمل السباق       |
| 225                  | Josefine Huitfeldt‏        | لم يكمل السباق       |
| 226                  | Aiko Uyttenhove‏           | لم يكمل السباق       |

| إن إكس تي جي ريسينغ ‏ ___ | إن إكس تي جي ريسينغ ‏ ___ | إن إكس تي جي ريسينغ ‏ ___ |
| ------------------------ | ------------------------ | ------------------------ |
| م                        | عداء                     | مرتبة                    |
| 231                      | Rozemarijn Ammerlaan ‏    | 55                       |
| 232                      | Nathalie Bex ‏            | لم يكمل السباق           |
| 233                      | Ingrit Verhoeff‏          | لم يكمل السباق           |
| 234                      | Cathalijne Hoolwerf ‏     | لم يكمل السباق           |
| 235                      | Eva Jonkers‏              | لم يكمل السباق           |
| 236                      | Britt Knaven ‏            | لم يكمل السباق           |

## وصلات خارجية
- لمحة عن سباق طواف نيوشبلاد للسيدات 2019 على موقع  ProCyclingStats   (برو  سايكلنج  ستاتس) - إحصاءات  محترفي  الدراجات.
- طواف نيوشبلاد للسيدات 2019 على موقع إحصائيات الدراجات الإحترافية (الإنجليزية)